# Mikkel Mikkelsen
Mikkel Mikkelsen (* 22. Mai 1992) ist ein dänischer Badmintonspieler. 

## Karriere
Mikkel Mikkelsen siegte 2010 bei den Iceland International. 2011 belegte er bei den Türkiye Open Antalya Platz zwei ebenso wie bei den Hungarian International 2013. 2014 wurde er Dritter bei den Finnish International und Zweiter bei den Greece International. 2016 war er bei den Polish International, den Slovenia International und den Portugal International erfolgreich. 2017 siegte er bei den Slovenia International, den Austrian Open und den Swedish International.